# تاد گارنر
تاد گارنر (به انگلیسی: Todd Garner) یک تهیه‌کننده فیلم آمریکایی است. و بنیانگذار و رئیس کمپانی Broken Road Productions می‌باشد.

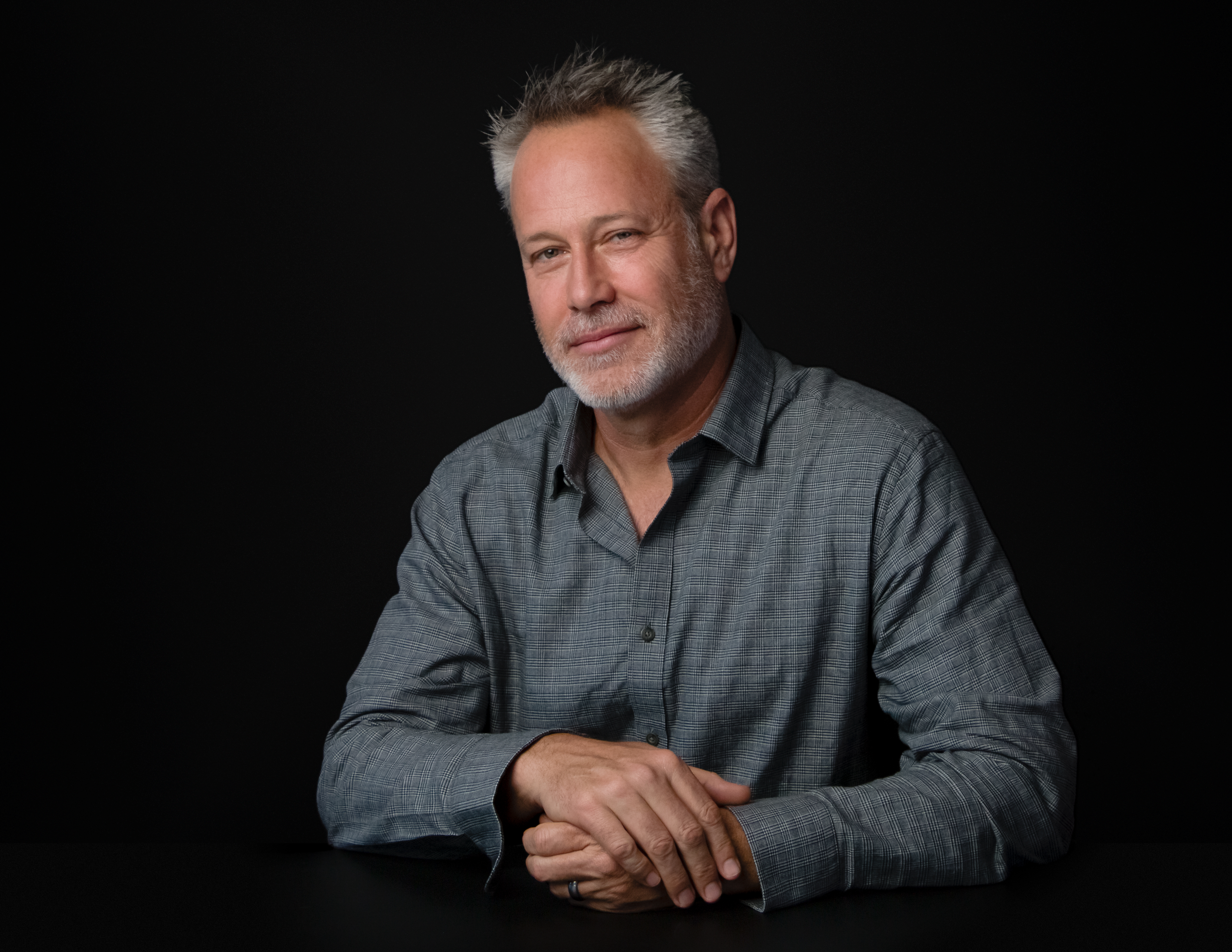

گارنر یکی از مدیران سابق شرکت والت دیزنی است، و قبلاً یکی از رئیس‌های تولید دیزنی بود. دیگر فیلم‌های تولید شده توسط گارنر عبارتند از: مدیریت خشم (۲۰۰۳)، رفتن از ۱۳ به ۳۰ (۲۰۰۴). گارنر در سال ۲۰۱۶ با Covert Media برای تولید دو تا چهار فیلم در سال شریک شد. در سال ۲۰۰۵، گارنر شرکت تولید خود - Broken Road Productions - را تأسیس کرد و در سال ۲۰۱۸ یک قرارداد ظاهری با پارامونت امضا کرد.